# Kanton Port-Sainte-Marie
Der Kanton Port-Sainte-Marie war bis 2015 ein französischer Wahlkreis im Arrondissement Agen, im Département Lot-et-Garonne und in der Region Aquitanien; sein Hauptort war Port-Sainte-Marie, Vertreter im Generalrat des Départements war zuletzt von 2008 bis 2015 Alain Paraillous. 
Der Kanton war 127,93 km² groß und hatte 9525 Einwohner (Stand: 2012). 
Der 'Kanton umfasste Wahlberechtigte aus folgenden zehn Gemeinden:
| Gemeinde          | Einwohner Jahr | Fläche km² | Bevölkerungsdichte | Postleitzahl | Code INSEE |
| ----------------- | -------------- | ---------- | ------------------ | ------------ | ---------- |
| Aiguillon         | 4332 (2013)    | –          | – Einw./km²        | 47190        | 47004      |
| Bazens            | 529 (2013)     | –          | – Einw./km²        | 47130        | 47022      |
| Bourran           | 588 (2013)     | –          | – Einw./km²        | 47320        | 47038      |
| Clermont-Dessous  | 812 (2013)     | –          | – Einw./km²        | 47130        | 47066      |
| Frégimont         | 293 (2013)     | –          | – Einw./km²        | 47360        | 47104      |
| Galapian          | 346 (2013)     | –          | – Einw./km²        | 47190        | 47107      |
| Lagarrigue        | 287 (2013)     | –          | – Einw./km²        | 47190        | 47129      |
| Nicole            | 287 (2013)     | –          | – Einw./km²        | 47190        | 47196      |
| Port-Sainte-Marie | 1926 (2013)    | –          | – Einw./km²        | 47130        | 47210      |
| Saint-Salvy       | 179 (2013)     | –          | – Einw./km²        | 47360        | 47275      |